# Praze-An-Beeble
Praze-An-Beeble – wieś w Anglii, w Kornwalii. Leży 17 km na wschód od miasta Penzance i 394 km na zachód od Londynu.